# Borgo Partenope
Borgo Partenope is een plaats (frazione) in de Italiaanse gemeente Cosenza.

## Geboren
- Rutilio Benincasa (1555-1626), astroloog